# Castricum (stacja kolejowa)
Castricum – stacja kolejowa w Castricum, w prowincji Holandia Północna, w Holandii. Stacja została otwarta w 1867. Obecny budynek stacyjny zbudowano w 1969 roku.
Leży na 54. km krajowej linii kolejowej K, prowadzącej z Nieuwdiep (Den Helder) do Amsterdamu. Spośród stacji na linii krajowej K, Castricum jest położona najbliżej wybrzeża Morza Północnego - 3,5 km w linii prostej.
| Castricum             |  |                          |
| Linia                 |  |                          |
| Heilooodległość: 7 km |  | Uitgeest odległość: 4 km |